# Byron Kelleher
Pour les articles homonymes, voir Kelleher.

a Compétitions nationales et continentales officielles uniquement.

b Matchs officiels uniquement.
Dernière mise à jour le 4 janvier 2019.
Byron Terrance Kelleher, né le 3 décembre 1976 à Dunedin (Nouvelle-Zélande), est un joueur international néo-zélandais de rugby à XV. Il évolue au poste de demi de mêlée et a joué 57 fois pour les All Blacks de 1999 à 2007.
Ce joueur, très puissant et agressif pour un demi de mêlée, est réputé pour sa propension à défier les avants au ras de la mêlée. Doté d'une passe très rapide, il a été durant de nombreuses années l'un des joueurs les plus sollicités par l'équipe des All Blacks.
« C'est le demi de mêlée moderne. Il est premier attaquant et premier défenseur », a dit de lui Jean-Claude Skrela, ancien entraîneur du XV de France et directeur technique national de la FFR.

## Biographie

### En club
Il débute dans le Super 12 avec les Otago Highlanders puis joue en 2004 avec les Waikato Chiefs ainsi qu’avec la province de Waikato dans le championnat NPC. Kelleher est nommé « meilleur joueur de l'année pour la saison 1999 de Super 12 ». En 2000, il est invité à participer à un match avec les Barbarians contre l'Afrique du Sud.

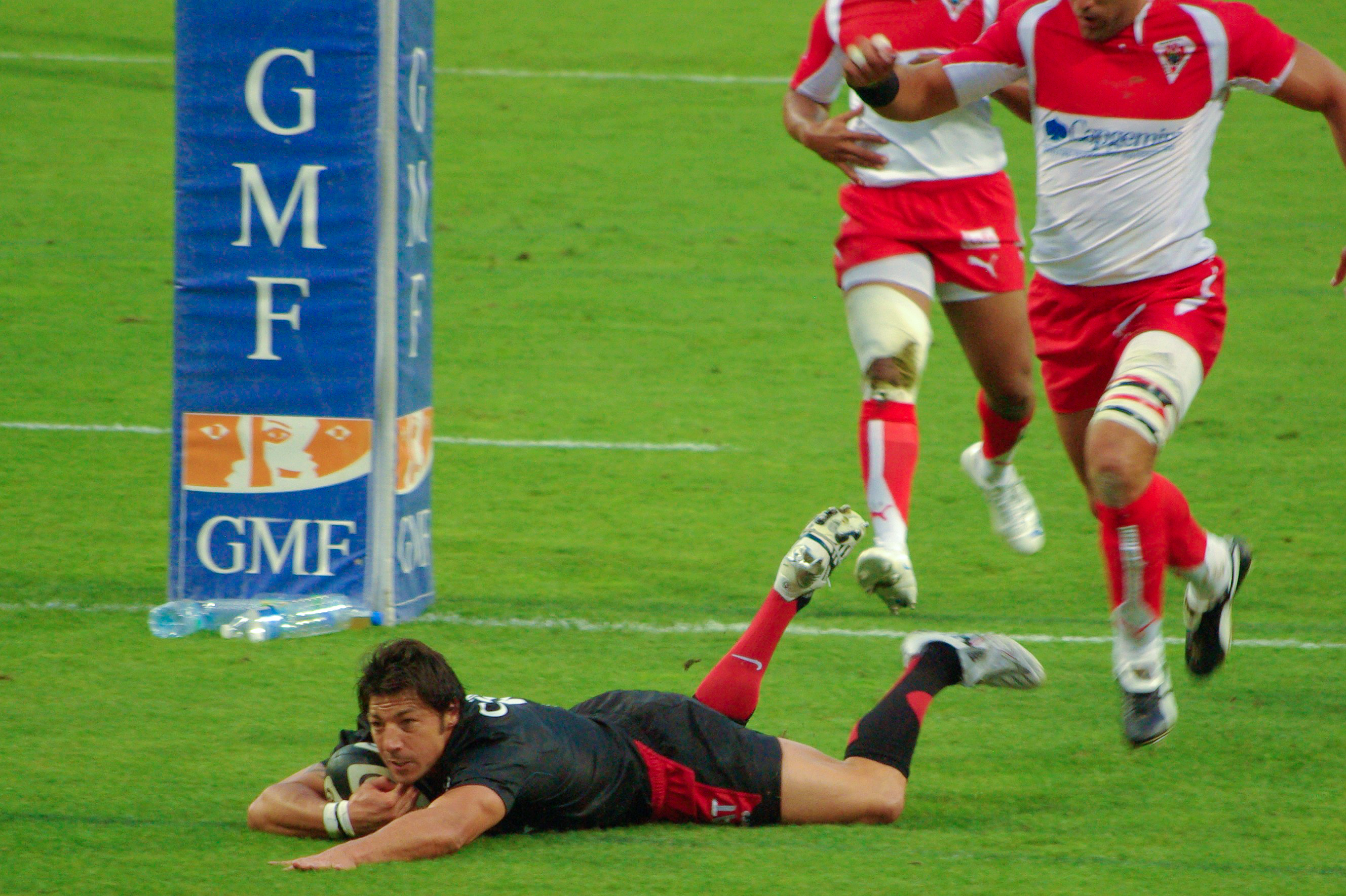
Essai de Byron Kelleher lors du match Stade toulousain-Biarritz olympique de Top 14 le 7 septembre 2008.

Au printemps 2007, il signe pour le SU Agen, mais revient sur son engagement à la suite de la descente du club du Lot-et-Garonne en Pro D2. Début juin, il signe un contrat de deux ans avec le Stade toulousain (avec une option pour une troisième saison). À l'issue de sa première saison à Toulouse, il devient champion de France. Le 22 septembre 2008, il est élu meilleur joueur du Top 14 pour la saison 2007-2008. Annoncé en concurrence avec le demi de mêlée Jean-Baptiste Élissalde à son arrivée, ils sont finalement associés à la charnière, notamment lors de la finale du championnat face à l'ASM Clermont Auvergne.

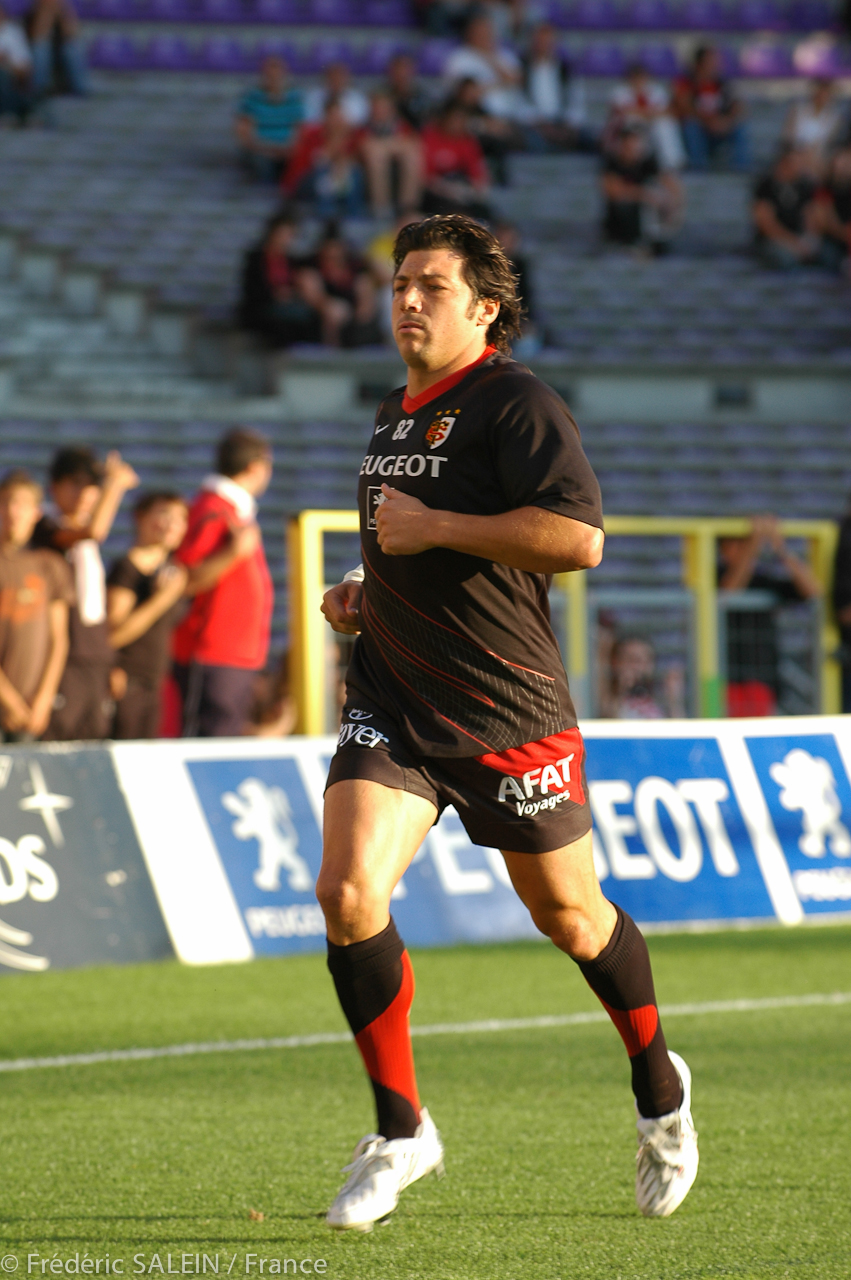
Byron Kelleher, en 2008, avec le Stade toulousain face au Biarritz olympique.

En 2010, il remporte la Coupe d'Europe avec le Stade toulousain. Il est associé à David Skrela à l'ouverture lors de la finale au Stade de France remportée 21 à 19 face au Biarritz olympique.
En 2010, il est sélectionné deux fois avec les Barbarians contre l'Angleterre et l'Irlande. Il est également le capitaine des Barbarians français lors d'un match contre les Tonga au Stade des Alpes à Grenoble. Ce match est aussi le jubilé de Jean-Baptiste Élissalde. Les Baa-Baas s'inclinent 27 à 28.
En 2011, il signe un pré-contrat pour rejoindre un autre club du Top 14, l'Aviron bayonnais, étant donné que son  contrat au Stade toulousain se termine à la fin de la saison 2010-2011. En juin, il rompt finalement son pré-contrat avec l'Aviron bayonnais puis s'engage avec le Stade français. Il interrompt son contrat avec le club parisien le 12 avril 2012.
Il est le compagnon de l'actrice de charme philippine Kaylani Lei de 2004 à 2006. Byron Kelleher est un ami proche de la princesse Charlène de Monaco et du prince Albert II de Monaco. Il fait d'ailleurs partie des invités au mariage du couple princier le 2 juillet 2011.

### En sélection nationale
Kelleher et Justin Marshall sont en concurrence pour le poste de demi de mêlée des All Blacks de 1999 à 2004. Au début, il est un remplaçant de luxe dans l'équipe des All Blacks. Il marque deux essais pendant la Coupe du monde de rugby 1999. Sa saison 2002 est perturbée par une blessure, mais il revient avec les Blacks en 2003. En 2005, sous le maillot des All Blacks, il est invaincu contre les équipes britanniques, y compris contre les Lions britanniques et irlandais (3 victoires). De 2005 à 2007, il forme la charnière habituelle des All Blacks avec le jeune Dan Carter. Il est titulaire à son poste lors des deux défaites de la Nouvelle-Zélande face à la France en Coupe du monde, en demi-finale en 1999 et en quart-de-finale en 2007.
Avec les Kiwis, il dispute successivement trois Coupe du monde en 1999, 2003 puis en 2007. Il participe à huit éditions du Tri-nations en 1999, 2000, 2001, 2002, 2004, 2005, 2006 et 2007.

## Affaires judiciaires
En octobre 2009, il est condamné à deux mois de prison avec sursis et 3 500 euros d'amende pour une rixe en état d'ivresse après avoir été arrêté au volant en état d'ébriété.
En 2013, il est arrêté en état d'ébriété à Bordeaux au volant de son véhicule avec un taux de deux grammes d'alcool dans le sang.
En 2016, il est condamné à 200 euros d'amende pour dégradations et violences conjugales après avoir commis des violences sur sa compagne.
En mai 2024, il est condamné à six mois de prison avec sursis par le tribunal judiciaire de Paris pour violences conjugales sur son ex-compagne avec qui il a vécu entre 2010 et 2015 puis en 2022, date des violences révélées par la plaignante.

## Statistiques

### En équipe nationale
De 1999 à 2007, Byron Kelleher compte 57 sélections avec les All-Blacks, inscrivant 40 points. Avec les Kiwis, il dispute trois Coupe du monde en 1999, 2003 et 2007. Il participe à huit éditions du Tri-nations en 1999, 2000, 2001, 2002, 2004, 2005, 2006 et 2007.

## Palmarès

### En club
- Super Rugby :
  - Finaliste en 1999

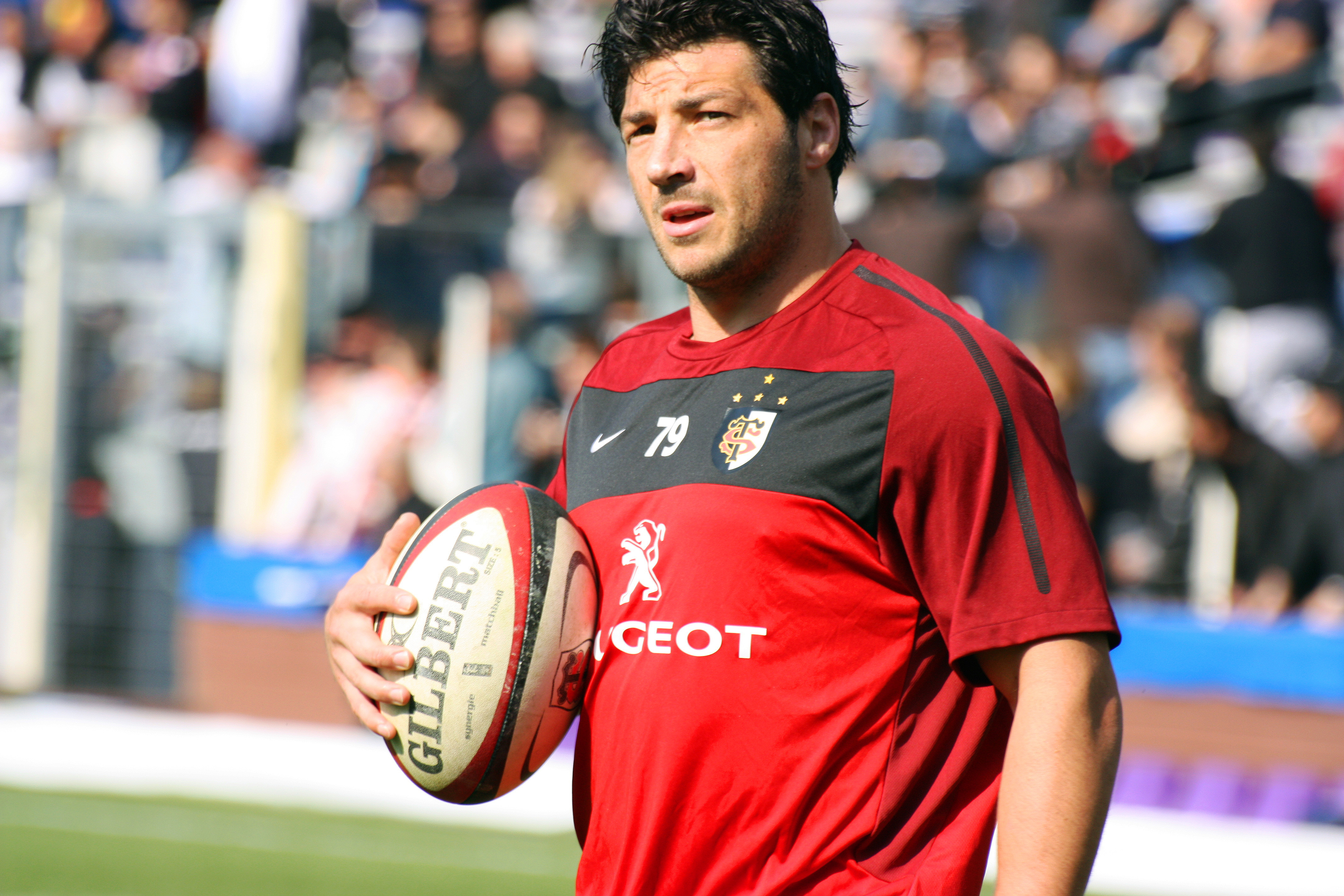
Byron Kelleher en 2010.

  - Matchs avec sa province : 60 (17 essais)
  - Matchs de Super 12/14 : 87 (20 essais) avec les Chiefs (33) et Highlanders (54)
- National Provincial Championship :
  - Vainqueur en 2006 avec Waikato
- Top 14 :
  - Vainqueur : 2008, 2011
  - Matchs de Top 14 : 73 (12 essais) avec Toulouse, 12 avec le Stade français
- Coupe d'Europe :
  - Vainqueur en 2010
  - Finaliste en 2008
  - Matchs de H-Cup : 24 (1 essai) avec Toulouse

### En équipe nationale

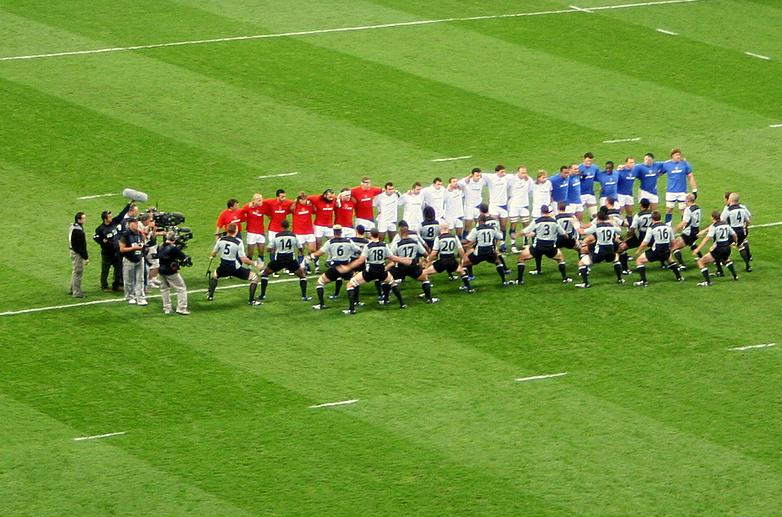
Quart-de-finale France - All Blacks en 2007.

- Vainqueur du Tri-nations : 1999, 2002, 2005, 2006, 2007
- Nombre de tests avec les Blacks :  57 (8 essais)
- Autres matchs avec les Blacks :  1
- Nombre total de matchs avec les Blacks : 58
- Première cape : 11 juin 1999 (contre les Samoa)
- Matchs avec les Blacks par année : 8 en 1999, 4 en 2000, 7 en 2001, 5 en 2002, 2 en 2003, 7 en 2004, 7 en 2005, 10 en 2006 et 8 en 2007

### Distinctions personnelles
- Meilleur joueur de l’année pour la saison 1999 de Super 12
- Oscars du Midi olympique :  Oscar d'Argent 2008
- Nuit du rugby 2008 : Meilleur joueur du Top 14 pour la saison 2007-2008